# 神明町 (川崎市)
神明町（しんめいちょう）は、神奈川県川崎市幸区の町名。現行行政地名は神明町1丁目と神明町2丁目。住居表示は未実施。

## 地理
幸区の南部に位置し、北西に戸手本町、北東に紺屋町、東に河原町、南に都町、西に横浜市鶴見区矢向四丁目・矢向五丁目と接している。

### 地価
住宅地の地価は、2025年（令和7年）1月1日時点の公示地価によれば、神明町2丁目29-36の地点で36万4000円/m²となっている。

## 歴史

### 沿革
- 1928年（昭和3年）5月 - 耕地整理により、戸手と南河原の各一部を分離し、神明町1丁目、神明町2丁目を新設する。
- 1938年（昭和13年）8月 - 耕地整理により、戸手の一部を神明町2丁目に編入。
- 1972年（昭和47年）4月1日 - 川崎市が政令指定都市の制定に伴い、幸区が新設。川崎市幸区神明町1丁目、2丁目）となる[5][7]。

## 世帯数と人口
2025年（令和7年）6月30日現在（川崎市発表）の世帯数と人口は以下の通りである。
| 丁目        | 世帯数    | 人口    |
| ----------- | --------- | ------- |
| 神明町1丁目 | 1,089世帯 | 2,319人 |
| 神明町2丁目 | 1,014世帯 | 1,783人 |
| 計          | 2,103世帯 | 4,102人 |

### 人口の変遷
国勢調査による人口の推移。
| 年                 | 人口  |
| ------------------ | ----- |
| 1995年（平成7年）  | 2,592 |
| 2000年（平成12年） | 2,314 |
| 2005年（平成17年） | 2,269 |
| 2010年（平成22年） | 3,700 |
| 2015年（平成27年） | 3,660 |
| 2020年（令和2年）  | 3,743 |

### 世帯数の変遷
国勢調査による世帯数の推移。
| 年                 | 世帯数 |
| ------------------ | ------ |
| 1995年（平成7年）  | 1,135  |
| 2000年（平成12年） | 1,088  |
| 2005年（平成17年） | 1,128  |
| 2010年（平成22年） | 1,653  |
| 2015年（平成27年） | 1,664  |
| 2020年（令和2年）  | 1,721  |

## 学区
市立小・中学校に通う場合、学区は以下の通りとなる（2025年4月時点）。
| 丁目        | 番・番地等                                                   | 小学校               | 中学校               |
| ----------- | ------------------------------------------------------------ | -------------------- | -------------------- |
| 神明町1丁目 | 1～27番、31～36番 55番（一部） 63～65番 〔国道1号線の東側〕  | 川崎市立南河原小学校 | 川崎市立南河原中学校 |
| 神明町1丁目 | 28～30番、37～63番 66番以降 55番（一部） 〔国道1号線の西側〕 | 川崎市立戸手小学校   | 川崎市立御幸中学校   |
| 神明町2丁目 | 2番36号、33～36番 38～96番、253番 〔国道1号線の西側〕        | 川崎市立戸手小学校   | 川崎市立御幸中学校   |
| 神明町2丁目 | 1番～2番35号 3～32番、37番 〔国道1号線の東側〕               | 川崎市立南河原小学校 | 川崎市立南河原中学校 |

## 事業所
2021年（令和3年）現在の経済センサス調査による事業所数と従業員数は以下の通りである。
| 丁目        | 事業所数 | 従業員数 |
| ----------- | -------- | -------- |
| 神明町1丁目 | 47事業所 | 675人    |
| 神明町2丁目 | 45事業所 | 392人    |
| 計          | 92事業所 | 1,067人  |

### 事業者数の変遷
経済センサスによる事業所数の推移。
| 年                 | 事業者数 |
| ------------------ | -------- |
| 2016年（平成28年） | 97       |
| 2021年（令和3年）  | 92       |

### 従業員数の変遷
経済センサスによる従業員数の推移。
| 年                 | 従業員数 |
| ------------------ | -------- |
| 2016年（平成28年） | 1,100    |
| 2021年（令和3年）  | 1,067    |

## 交通
- 国道1号

## 施設
- 静翁寺
- MEGAドン・キホーテかわさき店[18]
- 川崎鶴見臨港バス神明町営業所
- 平安会館さいわい

## その他

### 日本郵便
- 郵便番号 : 212-0022[3]（集配局 : 川崎港郵便局[19]）

### 警察
町内の警察の管轄区域は以下の通りである。
| 丁目        | 番・番地等 | 警察署   | 交番・駐在所 |
| ----------- | ---------- | -------- | ------------ |
| 神明町1丁目 | 全域       | 幸警察署 | 河原町交番   |
| 神明町2丁目 | 全域       | 幸警察署 | 河原町交番   |